# Keira Knightley
Keira Christina Knightley (Teddington, Londres, 26 de marzo de 1985) es una actriz británica. Conocida por su trabajo tanto en películas independientes como en éxitos de taquilla, particularmente dramas de época, ha recibido varios elogios, incluidas nominaciones a dos Premios Óscar, tres Premios de Cine de la Academia Británica (BAFTA) y un Premio Laurence Olivier. En 2018, fue nombrada Oficial de la Orden del Imperio Británico (OBE) en el Palacio de Buckingham por sus servicios al teatro y la caridad.
Nacida en Londres e hija de los actores Will Knightley y Sharman Macdonald, Knightley consiguió un agente a los seis años e inicialmente trabajó en comerciales y películas para televisión. Tuvo un papel menor como Sabé en la ópera espacial Star Wars: Episodio I - La amenaza fantasma (1999). Su gran avance se produjo cuando interpretó a una futbolista adolescente en la película deportiva Bend It Like Beckham (2002), y alcanzó el estrellato mundial por interpretar a Elizabeth Swann en la saga de fantasía de piratas Piratas del Caribe (2003-2017). Apareció en la comedia romántica Love Actually (2003) y fue etiquetada como una estrella adolescente prometedora.
Por su interpretación de Elizabeth Bennet en el romance de época Orgullo y prejuicio (2005), Knightley fue nominada al Premio Óscar a la mejor actriz. Protagonizó una serie de piezas más de época, interpretando un interés amoroso complejo en Atonement (2007), la creadora de tendencias Georgiana Cavendish en The Duchess (2008) y la socialité titular en Anna Karenina (2012). Incursionó en dramas contemporáneos, apareciendo como aspirante a música en Begin Again (2013) y como estudiante de medicina en Jack Ryan: Shadow Recruit (2014). Knightley regresó a las películas históricas interpretando a Joan Clarke en The Imitation Game (2014), lo que le valió una nominación al Premio Óscar a la mejor actriz de reparto, y protagonizó a la escritora homónima en la belle époque Colette (2018).
En el escenario, Knightley ha aparecido en dos producciones del West End: The Misanthrope en 2009, que le valió una nominación al Premio Olivier, y The Children's Hour en 2011. También interpretó a la heroína del mismo nombre en la producción de Broadway de 2015 de Thérèse Raquin. Knightley es conocida por su postura abierta sobre temas sociales y ha trabajado extensamente con Amnistía Internacional, Oxfam y Comic Relief. Está casada con el músico James Righton y tienen dos hijas.

## Infancia y educación
Keira Christina Knightley nació el 26 de marzo de 1985 en el barrio londinense de Teddington. Es hija  de los actores Will Knightley y Sharman Macdonald. Se suponía que se llamaría «Kiera», la forma inglesa de «Kira», en honor a la patinadora artística soviética Kira Ivanova, a quien admiraba su padre; sin embargo, Macdonald escribió mal el nombre cuando registró el certificado de nacimiento de su hija, escribiendo la e antes de la i. Su padre es inglés y su madre es de ascendencia escocesa y galesa. Knightley tiene un hermano mayor, Caleb. Macdonald trabajó como dramaturga después de que su carrera como actriz llegara a su fin. Los padres de Knightley se encontraron con importantes dificultades financieras tras el nacimiento de su hermano; su padre, un actor «medio», accedió a tener un segundo hijo solo si su madre vendía un guion primero. Sin embargo, los diversos grados de éxito de sus padres no desanimaron la curiosidad de Knightley por la profesión. Macdonald introdujo a sus propios hijos al teatro y al ballet desde muy temprana edad. Esto inspiró el interés de Knightley por la actuación.
Knightley asistió a la Escuela Teddington. Le diagnosticaron dislexia a los seis años, pero a los once, con el apoyo de sus padres, dice, «consideraron que lo había superado lo suficiente». Todavía es una lectora lenta y no puede leer en voz alta. Knightley ha dicho que estaba «decidida sobre la actuación». A los tres años, solicitó obtener un agente como sus padres y consiguió uno a los seis. Esto la llevó a tomar una serie de pequeños papeles en dramas de televisión. Actuó en varias producciones locales de aficionados, que incluyeron After Juliet, escrita por su madre, y United States, escrita por su profesora de teatro. Knightley comenzó a estudiar sus A-Levels en Esher College, pero se fue después de un año para seguir una carrera como actriz. Los amigos de su madre la animaron a ir a la escuela de arte dramático, a la que ella se negó por razones económicas y profesionales.

## Carrera profesional

### 1993 - 2002: Inicios de carrera y avance

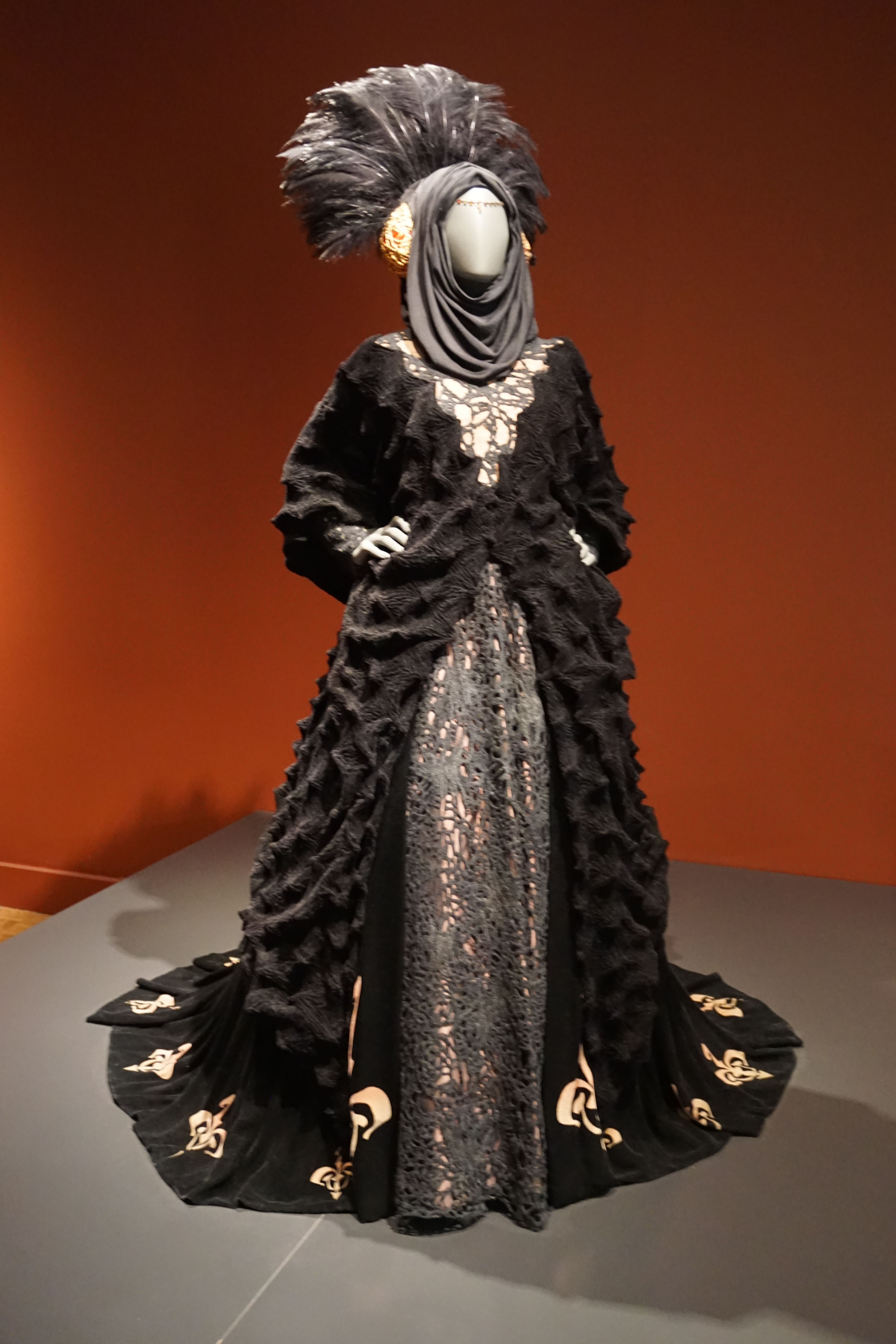
El disfraz de Knightley de Star Wars: Episodio I - La amenaza fantasma (1999) en exhibición en el Instituto de Artes de Detroit.

Después de obtener un agente a los seis años, Knightley comenzó a trabajar en comerciales y pequeños papeles en televisión. Su primera aparición en pantalla fue en el episodio de televisión Screen One de 1993 titulado «Royal Celebration». Luego interpretó a Natasha Jordan, una joven cuya madre está involucrada en una aventura extramatrimonial, en el drama romántico A Village Affair (1995). Después de aparecer en una serie de películas para televisión a mediados y finales de la década de 1990, incluidas Innocent Lies (1995), The Treasure Seekers (1996), Coming Home (1998) y Oliver Twist (1999), Knightley consiguió el papel de Sabé, la sirvienta y señuelo de Padmé Amidala, en el éxito de taquilla de ciencia ficción de 1999 Star Wars: Episodio I - La amenaza fantasma. Su diálogo fue doblado por Natalie Portman, quien interpretó a Padmé. Knightley fue elegida para el papel debido a su gran parecido con Portman; incluso las madres de las dos actrices tuvieron dificultades para diferenciar a sus hijas cuando estaban completamente maquilladas.
En su primer papel importante, la película para televisión Princess of Thieves de Walt Disney Productions de 2001, Knightley interpretó a la hija de Robin Hood. En preparación para el papel, se entrenó durante varias semanas en tiro con arco, esgrima y equitación. Al mismo tiempo, apareció en The Hole, un thriller que recibió un lanzamiento directo a video en los Estados Unidos. El director de la película, Nick Hamm, la describió como «una versión joven de Julie Christie». Knightley también asumió el papel de Lara Antipova en la adaptación de la miniserie de 2002 de Doctor Zhivago, con críticas positivas y altos índices de audiencia. En el mismo año, Knightley interpretó a una drogadicta embarazada en la película dramática Pure de Gillies MacKinnon. Coprotagonizada por Molly Parker y Harry Eden, la película tuvo su estreno mundial en el Festival Internacional de Cine de Toronto de 2002. En una revisión retrospectiva de AboutFilm.com, Carlo Cavagna notó la presencia de Knightley en la pantalla y escribió que «[aunque Knightley] no tiene la mitad de la habilidad de Parker [...] tiene agallas y valor [y] brilla intensamente en Pure».
Knightley obtuvo un papel decisivo cuando protagonizó la película de comedia deportiva de Gurinder Chadha Bend It Like Beckham, que fue un éxito de taquilla en el Reino Unido y los Estados Unidos. Knightley interpretó a Jules, una jugadora de fútbol adolescente que lucha contra las normas sociales y que convence a su amiga para que se dedique al deporte. La película sorprendió a los críticos que elogiaron su naturaleza «encantadora» e «inspiradora», su contexto social y las actuaciones del elenco. Knightley y su coprotagonista Parminder Nagra atrajeron la atención internacional por sus actuaciones; el crítico James Berardinelli, quien elogió en gran medida la película y el elenco «enérgico y agradable», señaló que Knightley y Nagra trajeron «mucho espíritu a sus personajes agradables al instante». Para prepararse para sus roles, se sometieron a tres meses de extenso entrenamiento de fútbol con el entrenador de fútbol inglés Simon Clifford. Knightley inicialmente se mostró escéptica sobre el proyecto: en una entrevista con Tracy Smith, dijo: «Recuerdo haberle dicho a mis amigos que estaba haciendo esta película de fútbol femenino [...] Y nadie pensó que iba a ser bueno».

### 2003-2007:Piratas del Caribey reconocimiento mundial
Knightley interpretó el papel de Elizabeth Swann, en la película de espadachín de fantasía estadounidense de 2003 Pirates of the Caribbean: The Curse of the Black Pearl. La película, basada en la atracción del parque temático de Disney, gira en torno al infame bucanero Jack Sparrow y al herrero Will Turner que rescatan a Swann, en posesión de un medallón de oro maldito, de los piratas del siglo XVIII. Los productores Jerry Bruckheimer y Gore Verbinski eligieron a Knightley por su «calidad indescriptible [...] que recuerda a las estrellas cinematográficas del apogeo de Hollywood». Knightley subestimó el trabajo de acrobacias requerido y creía que principalmente estaría sentada en carruajes; en un momento durante la filmación, se paró durante dos días en una tabla y rechazó la oferta de un doble de acción de saltar de la plataforma para la escena. A pesar de contar con los nombres de estrellas como Johnny Depp y Orlando Bloom y un presupuesto de 135 millones de dólares, se esperaba que Pirates fracasara en la taquilla. Knightley misma no era optimista sobre sus perspectivas. La película se estrenó en el número uno de la taquilla y se convirtió en uno de los estrenos más taquilleros del año, con ingresos mundiales de 654 millones de dólares. Elvis Mitchell de The New York Times comparó la seguridad física «estridente y confiada» de Knightley con la de Nicole Kidman, mientras que Keith Phipps de The A.V. Club las calificó a ella y a Bloom como pistas atractivas.
También en 2003, Knightley apareció en la comedia romántica de temática navideña Love Actually de Richard Curtis, con un elenco que incluía a su ídolo de la infancia, Emma Thompson. Knightley interpretó a Juliet, una mujer cuyo padrino de boda está secretamente enamorado de ella. Peter Travers de Rolling Stone criticó el desperdicio del talento de Knightley en un papel de «nada», mientras que Megan Conner de The Guardian comentó que la película convirtió a Knightley en un nombre familiar. Love Actually se ha mencionado como un clásico navideño moderno. Knightley cree que la trayectoria de la película es «extraordinaria», dado que su popularidad resurgió unos años después del estreno de la película. El único estreno de Knightley en 2004 fue la película histórica King Arthur, donde interpretó a Ginebra, una reina guerrera y esposa del personaje principal. El papel requería que aprendiera boxeo, tiro con arco y equitación. El crítico A. O. Scott elogió a Knightley por «lanzarse corporalmente en cada escena». Aunque la película recibió críticas desfavorables, la estatura de Knightley como intérprete creció; los lectores de la revista Hello! la votaron como la estrella adolescente más prometedora de la industria, y apareció en el artículo de la revista Time, que afirmaba que parecía dedicada a desarrollarse como una actriz seria en lugar de una estrella de cine.

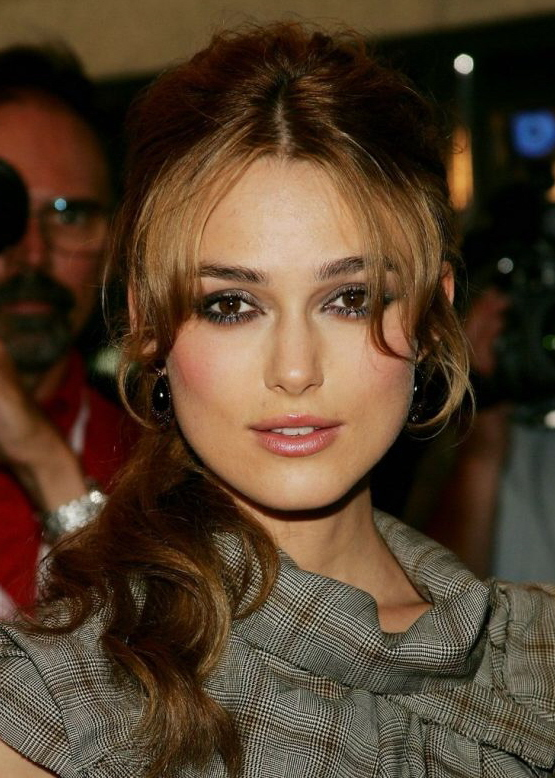
Knightley asistiendo al estreno de Pride & Prejudice en el Festival Internacional de Cine de Toronto de 2005; el papel le valió a Knightley su primera nominación al Premio Óscar.

Knightley apareció en tres películas en 2005, la primera de las cuales fue el thriller psicológico The Jacket, coprotagonizada por Adrien Brody. En una crítica mixta para Empire, Kim Newman escribió que el papel era diferente a los que había asumido anteriormente: «quitarse el equipo de época y hablar estadounidense, intenta ampliar su rango y podría decirse que está bien elegido». Knightley luego interpretó al personaje principal en la película de acción franco-estadounidense Domino de Tony Scott, basada en la vida de Domino Harvey. El estreno de la película se retrasó en varias ocasiones y, cuando finalmente se estrenó en noviembre, recibió críticas negativas y tuvo un resultado deficiente en la taquilla.
El lanzamiento más exitoso de Knightley del año fue Pride & Prejudice, un drama de época basado en la novela Pride and Prejudice de Jane Austen. El director Joe Wright eligió a Knightley por su naturaleza marimacho combinada con una «mente viva» y sentido del humor. Knightley, que había admirado el libro desde muy joven, dijo sobre su personaje: «La belleza de Elizabeth es que cada mujer que lee el libro parece reconocerse a sí misma, con todos sus defectos e imperfecciones». Tras su estreno, la película se convirtió en un gran éxito comercial, con una recaudación total de alrededor de 120 millones de dólares estadounidenses en todo el mundo y recibió críticas positivas de los críticos. Escribiendo para The Guardian, Peter Bradshaw calificó su actuación de «belleza, delicadeza, espíritu e ingenio; en su creciente brillo y confianza» y Derek Elley de Variety encontró que su «fuerza luminosa» recordaba a una joven Audrey Hepburn. Knightley obtuvo nominaciones a «Mejor actriz en un papel principal» en los Globos de Oro y los Premios Óscar por su actuación a los 20 años, convirtiéndose en la tercera nominada más joven por este último. Los éxitos consecutivos de Knightley se produjeron con un mayor escrutinio de los medios, y más tarde admitió haber experimentado problemas con su salud mental durante este período.
Knightley fue invitado a unirse a la Academia de Artes y Ciencias Cinematográficas, entre otros artistas en 2006. Más tarde ese año, repitió su papel de Elizabeth Swann en la segunda y tercera producción de la serie Piratas del Caribe. Las dos secuelas fueron concebidas en 2004, con los guionistas Ted Elliott y Terry Rossio desarrollando un arco narrativo que abarcaría ambas películas. La trama de las películas ve a Swann desafiar la convención para buscar aventuras y convertirse en un feroz pirata y luchador para igualar las habilidades de Sparrow y su interés amoroso, Turner. Las entregas de la secuela permitieron a Knightley estudiar lucha con espadas, algo que había intentado hacer desde la primera película. El rodaje de los proyectos tuvo lugar en 2005; Pirates of the Caribbean: Dead Man's Chest, lanzado en julio de 2006. Con una recaudación mundial de 1.066 millones de dólares, se convirtió en el mayor éxito financiero de la carrera de Knightley. La tercera entrega de la serie, Pirates of the Caribbean: At World's End, se estrenó en mayo del año siguiente. A. O Scott calificó su actuación como «una visión de la valentía británica imperial, con un toque intrigante de imprudencia romántica que emerge hacia el final».
La continua asociación de Knightley con los dramas de época arrojó resultados variables, como se ve en dos de sus estrenos de 2007, Silk de François Girard y Atonement de Joe Wright, las adaptaciones cinematográficas de las novelas de Alessandro Baricco e Ian McEwan respectivamente. El primer proyecto fracasó en la taquilla, mientras que el segundo se convirtió en un éxito comercial y de crítica. Knightley interpretó a Cecilia Tallis, la mayor de las dos hermanas Tallis, que lucha con un romance en tiempos de guerra con su interés amoroso, interpretado por James McAvoy. Ella admitió que el ritmo de la película más pequeña e íntima fue un ajuste en comparación con la franquicia de Pirates. Mientras se preparaba para la película, Knightley estudió la novela, así como el «naturalismo» de la actuación como se ve en películas de las décadas de 1930 y 1940, como In Which We Serve (1942) y Brief Encounter (1945). Admiró la naturaleza multicapa y «fascinante» del comportamiento de su personaje. La actuación de Knightley ganó el Premio Empire a la mejor actriz, y le valió nominaciones para los premios BAFTA y los Globos de Oro, también en las categorías de actriz principal. El crítico Richard Roeper, quien pensó que el dúo principal era «excelente» en sus respectivos papeles, estaba desconcertado por no haber recibido nominaciones al Premio de la Academia. El vestido verde que usó Knightley durante la escena culminante de la película atrajo la atención de la prensa y, posteriormente, fue considerado uno de los mejores disfraces de la historia del cine.

### 2008-2013: Películas independientes y obras teatrales
Knightley apareció junto a Sienna Miller, Cillian Murphy y Matthew Rhys en el drama de guerra de John Maybury de 2008 The Edge of Love. La película la hizo interpretar el papel de Vera Phillips, una amiga de la infancia del poeta galés Dylan Thomas y su esposa Caitlin Macnamara. Knightley escribió el guion con su madre, Sharman Macdonald, pensando en Macnamara. Después de que Knightley firmó, el papel de su personaje aumentó y la película se centró en su romance con un soldado británico. Knightley se conectó con la tranquilidad de Vera y la describió como «trágica y hermosa». Basó su actuación en Marlene Dietrich e iba a imitar su voz pregrabada, antes de que Maybury le dijera que cantara en vivo. Knightley inicialmente se sintió avergonzada de hacerlo, diciendo que «[sacudió] como una hoja», pero finalmente siguió adelante con el plan. Tras su estreno, la película se convirtió en un éxito moderado de crítica y comercial. Se elogió la interpretación y las habilidades para el canto de Knightley; The Independent señaló que Knightley «le da a Vera una independencia y una complejidad que está a eones por delante», mientras que Los Angeles Times escribió que «la película pertenece a las mujeres, con Knightley yendo cada vez más fuerte (y mostrando que ella puede cantar!)».

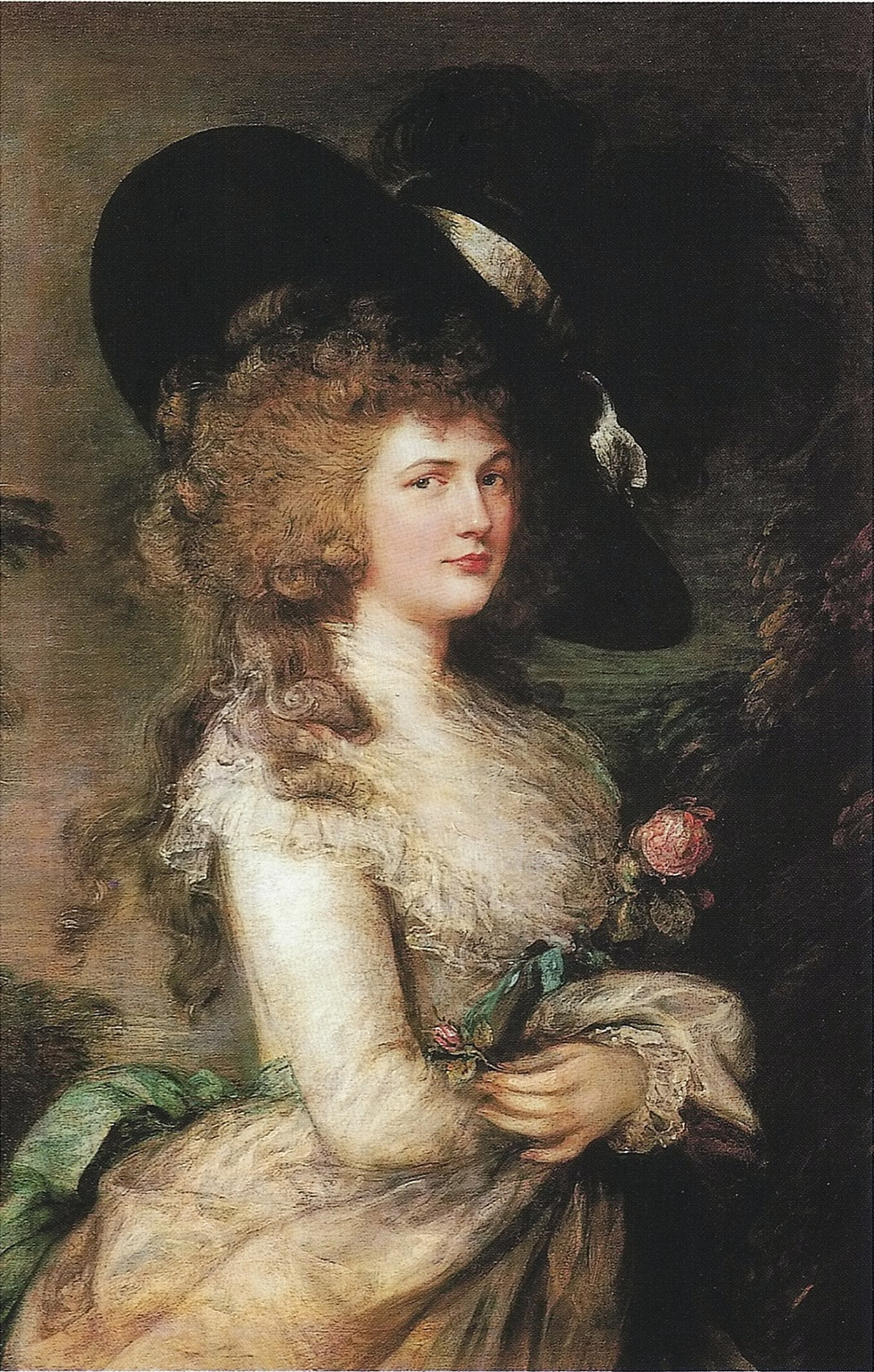
Knightley recibió elogios de la crítica por su interpretación de la aristócrata del Georgiana Cavendish en The Duchess (2008).

Luego, Knightley interpretó a la aristócrata inglesa del siglo XVIII Georgiana Cavendish, duquesa de Devonshire en el drama de época de Saul Dibb The Duchess (2008), basado en la novela biográfica más vendida, Georgiana, Duchess of Devonshire de Amanda Foreman. La película cuenta la historia del ascenso de Georgiana en la sociedad como creadora de tendencias sociopolíticas después de que su matrimonio se desintegre. El guion que le enviaron a Knightley estaba cubierto con «enormes plumas blancas de avestruz» y una cinta dorada. Gabrielle Tana, la productora de la película, afirmó que Knightley «aportó una comprensión instintiva» de aspectos de la vida de Georgiana como celebridad a partir de sus propias experiencias. Knightley se sintió atraída por la fuerza y el estatus de su personaje como influencia política y destreza en la moda, mientras que por dentro era vulnerable y aislada. Simon Crooke de Empire describió su actuación como «un giro enigmático y de espíritu libre y un papel por el que será recordada, probablemente su mejor papel hasta la fecha en una película no dirigida por Joe Wright». Al año siguiente, ella fue nominada a un premio de cine independiente británico a la mejor actriz. Una adaptación cinematográfica de la tragedia de William Shakespeare, King Lear, protagonizada por Knightley y Anthony Hopkins, fue cancelada debido a la recesión.
Knightley hizo su debut en el West End con la versión de Martin Crimp de la comedia de Molière The Misanthrope. Protagonizada por Knightley, Damian Lewis, Tara Fitzgerald, y Dominic Rowan, la obra se representó en el Comedy Theatre en diciembre de 2009. Interpretó a Jennifer, una estrella de cine estadounidense superficial, amorosa y vulnerable que es cortejada por un dramaturgo analítico y veraz. Knightley eligió el papel porque sintió que «si no hago teatro en este momento, creo que voy a empezar a estar demasiado aterrorizada para hacerlo» y describió la producción como una experiencia «extraordinaria e increíblemente satisfactoria», ella era escéptica de su desempeño. Paul Taylor de The Independent comentó que Knightley «no solo era sorprendentemente convincente, sino que, a veces, era bastante emocionante en su aplomo satírico». Sin embargo, Michael Billington, de The Guardian, señaló que, debido a la naturaleza del papel, «se podría decir que no está demasiado estirada». En reconocimiento a su debut en el teatro, Knightley fue nominada al premio Laurence Olivier a la mejor actriz en un papel secundario y al premio Evening Standard.
Knightley comenzó la nueva década con tres películas; comentó que su trabajo durante este período la ayudó a «empatizar con personas o con situaciones con las que no necesariamente me resulta fácil empatizar». Dos de las producciones, el drama romántico Last Night de Massy Tadjedin y la película de crimen negro London Boulevard de William Monahan se abrieron con respuestas mixtas de los críticos y se encuentran entre las películas con menor recaudación en la carrera de Knightley. El otro lanzamiento de Knightley, Never Let Me Go, una adaptación de la novela del mismo nombre de Kazuo Ishiguro, tuvo mejores resultados en la taquilla y recibió críticas positivas. Knightley describió el guion como único, que hizo pensar al lector. Coprotagonizada por Andrew Garfield y Carey Mulligan, Knightley interpretó a Ruth, una de los tres graduados de un internado autocrático que descubre su destino en una distopía. Apareció en una instalación de video del artista Stuart Pearson Wright titulada Maze.
Knightley protagonizó una reposición en 2011 de The Children's Hour de Lillian Hellman en el Comedy Theatre de Londres. Interpretó a Karen Wright, una maestra comprometida acusada de lesbianismo en 1934. Ben Brantley de The New York Times comentó que su actuación mostró una «intensidad» y una «fiereza creíble» dentro del material obsoleto. El único estreno cinematográfico de Knightley en 2011 fue el drama histórico A Dangerous Method de David Cronenberg, coprotagonizado por Viggo Mortensen, Michael Fassbender, y Vincent Cassel. Basada en la obra de teatro de 2002 del escritor Christopher Hampton The Talking Cure y ambientada en vísperas de la Primera Guerra Mundial, la película describe las turbulentas relaciones entre el psiquiatra en ciernes Carl Jung, su mentor Sigmund Freud y Sabina Spielrein. Knightley interpretó a Spielrein, la joven psicoanalista problemática pero hermosa que se interpone entre Jung y Freud. Knightley pasó cuatro meses leyendo y discutiendo el comportamiento de su personaje con psicólogos para prepararse para el papel. Apreció la profundidad y variedad de su arco de personajes, que consideraba raros para los papeles femeninos. La película se estrenó en la 68.ª edición del Festival Internacional de Cine de Venecia con una recepción positiva, mientras que Knightley obtuvo críticas generalmente favorables por parte de los críticos, y Andrew O'Hehir de Salon la aclamó como «la verdadera estrella de esta película».
Knightley coprotagonizó junto a Steve Carell la comedia dramática de 2012 Seeking a Friend for the End of the World, que fue criticada por la crítica». Más tarde ese año, se reunió con el director Joe Wright para filmar su tercera producción, Anna Karenina, en la que interpretó al personaje principal. Consideró esta colaboración como la más importante de su carrera. Knightley vio que la compleja «culpabilidad moral» de su personaje estaba en duda, pero atrajo compasión. Knightley recibió críticas positivas por su actuación, lo que provocó el revuelo inicial de los Oscar. Batsy Sharky de Los Angeles Times escribió que Knightley «pone corazones y angustias en juego al tratar de traer una realidad emocional». El Festival Internacional de Cine de Toronto de 2013 vio el estreno de la primera película musical de Knightley Begin Again con Mark Ruffalo. Dirigida por John Carney, la película se estrenó en cines en 2014. The Guardian encontró que Knightley y Ruffalo eran «muy naturales como los cada vez más musos idealistas». Carney luego criticó repetidamente la actuación de Knightley en la película, diciendo que no era lo suficientemente convincente al interpretar a una cantautora y se refirió despectivamente a ella como una «modelo». Más tarde se disculpó con ella a través de Twitter por sus comentarios. Knightley comentó más tarde que la música «nunca se asimila» para ella, y que está más interesada en los libros y el drama. Más tarde ese año, apareció en el cortometraje Once Upon a Time de Karl Lagerfeld.

### 2014-presente: Papeles biográficos y políticos
En julio de 2014, Knightley declaró que había llegado al final de la primera etapa de su carrera y deseaba apartarse de los roles «neuróticos». 2014 comenzó para Knightley con el thriller de espías Jack Ryan: Shadow Recruit, la quinta entrega de la serie de películas, junto a Chris Pine. Interpretó a la Dra. Cathy Muller, la eventual esposa de Ryan. Knightley buscó hacer una película más ligera que su trabajo anterior y esperaba trabajar con el director Kenneth Branagh. La película recibió críticas mixtas, no obstante una fuerte respuesta de taquilla. La siguiente película de Knightley, Laggies, se estrenó en el Festival de Cine de Sundance de 2014. Una comedia romántica también protagonizada por Chloë Grace Moretz y Sam Rockwell, la película sigue la vida de Megan, interpretada por Knightley, una mujer de 28 años con un bajo nivel de educación que atraviesa una crisis de un cuarto de vida. Knightley simpatizaba con la madurez tardía de su personaje y apreciaba la narración de la película desde una perspectiva femenina. Laggies se abrió a críticas en su mayoría positivas de los críticos, y la actuación de Knightley fue elogiada por los críticos. Inkoo Kaang de TheWrap se refirió a ella como una «revelación de extremidades sueltas» y elogió su actuación «deliciosamente grosera».
La película fue seguida por su aparición en el drama histórico de Morten Tyldum The Imitation Game, una película basada en la vida del matemático británico Alan Turing, interpretado por Benedict Cumberbatch. Knightley interpretó a la criptoanalista y numismática Joan Clarke, quien descifró los códigos de inteligencia alemanes para el gobierno británico durante la Segunda Guerra Mundial con Turing. Knightley investigó entrevistas con Clarke y buscó mantener su «calidad de clase alta», basándose en la profundidad de sus emociones y la protección de Turing del guion. The Imitation Game se convirtió en un éxito comercial y de crítica, recaudando más de 233,6 millones de dólares. Por su actuación, Knightley recibió su segunda nominación al Premio Óscar y al Premio BAFTA, y la tercera nominación al Globo de Oro, todas como Mejor actriz de reparto. Por el contrario, Lady Jean Forde, que trabajó con Clarke y Turing, sintió que Knightley «no se parecía en nada» a Clarke y que era «demasiado hermosa» para interpretarla.

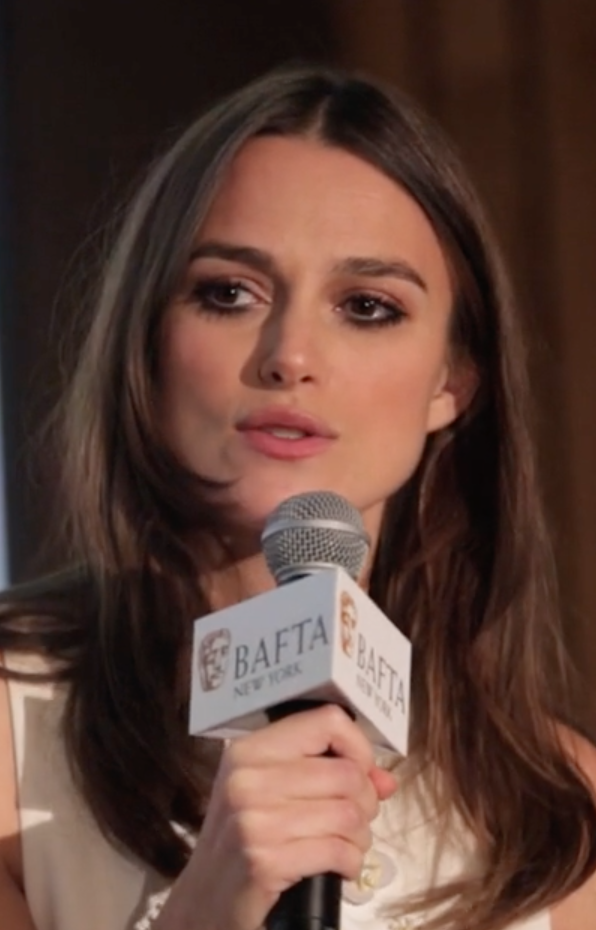
Knightley hablando en un evento BAFTA en 2015.

El único lanzamiento de Knightley en 2015 fue como parte del elenco de la película biográfica sobre desastres Everest. La película se basó en el desastre del Monte Everest de 1996 con Knightley interpretando a la esposa del alpinista Rob Hall. Everest se abrió a críticas generalmente positivas de los críticos. Variety escribió que Knightley hizo una «actuación profundamente sentida» como una mujer «atormentada por la posibilidad» de perder a su cónyuge. En octubre de 2015, Knightley hizo su debut en Broadway interpretando el papel principal en la adaptación de Helen Edmundson de Thérèse Raquin de Émile Zola en Studio 54. Knightly asumió el papel después de rechazar el proyecto dos veces, ya que se consideró incapaz de interpretar el papel. Encontró interés en la circunstancia de «enjaulado» de su personaje, así como en su papel oscuro y activo en la obra, mientras buscaba apartarse de los papeles secundarios pasivos. Sobre su actuación, Alexandra Villarreal de The Huffington Post escribió: «Ella echa humo, se enfurece y se retira, y puedes ver su evolución psicológica de esposa sofocada a amante apasionada y asesina atormentada».
En 2016, se supo que Knightley iba a protagonizar una película biográfica sobre la emperatriz rusa Catalina la Grande del siglo XVIII, dirigida por Barbra Streisand, que no llegó a buen término. Knightley apareció en el drama coral Collateral Beauty (2016), junto a Will Smith, Edward Norton, Kate Winslet y Helen Mirren. La película fue criticada críticamente, y le valió al elenco una nominación al Razzie. A pesar de haber declarado previamente en varias ocasiones que nunca volvería a la serie Pirates of the Caribbean, Knightley repitió el papel de Elizabeth Swann con un cameo en Pirates of the Caribbean: Dead Men Tell No Tales de 2017, después de la prueba, las audiencias preguntaron repetidamente sobre su personaje.
Knightley protagonizó el drama biográfico Colette como la autora francés titular. La película ve el ascenso social de Colette en la sociedad de la belle époque a través de sus provocativas novelas, pero su esposo la explota y plagia su trabajo. Knightley creía que la película estaba fuertemente conectada con el feminismo moderno y describía el cambio cultural en la política de género. Para prepararse para el papel, Knightley leyó las novelas de Colette, entre ellas The Vagabond y Chéri, e inicialmente planeó visitar su lugar de nacimiento en Borgoña, Francia. Encontró a la autora «inspiradora» y admiró sus imperfecciones así como su coraje. La película, estrenada en el Festival de Cine de Sundance, tuvo un gran éxito de crítica y la actuación de Knightley recibió elogios. Manohla Dargis de The New York Times elogió su vitalidad y «física expresiva», y Jordan Hoffman de The Guardian escribió que la película vio a Knightley en «mejor forma: luminosa, inteligente, sexy y comprensiva». Knightley fue nombrada Oficial de la Orden del Imperio Británico (OBE) en los Honores de Cumpleaños de 2018 por sus servicios al teatro y la caridad.
El mismo año, interpretó a El Hada de Azúcar en la adaptación de Disney de The Nutcracker, titulada The Nutcracker and the Four Realms, que fue criticada por la crítica. En 2019, Knightley coprotagonizó The Aftermath, una adaptación cinematográfica de la novela de Rhidian Brook, junto a Alexander Skarsgård. Knightley interpretó a Rachel, una esposa del ejército británico «fría y compleja» traumatizada por la muerte de su hijo por una bomba alemana. La película la ve a ella y a su esposo mudarse a Alemania mientras lidian con el dolor. La película recibió críticas mixtas. Ty Burr de The Boston Globe le dio crédito a Knightley por agregar «convicción, gracia, corazón y nervios» a la película, mientras que Katie Walsh de Los Angeles Times sintió que Knightley y Skarsgård eran demasiado reservados. Knightley interpretó a la denunciante Katharine Gun en Official Secrets (2019), que se estrenó en el Festival de Cine de Sundance el 28 de enero de 2019 con críticas positivas. Knightley creía que la descripción de la película de la guerra de Irak y la responsabilidad del gobierno estaban conectadas con la política moderna. Escribiendo para The Guardian, Peter Bradshaw elogió la «actuación enfocada, plausible y comprensiva» de Knightley. Gun también expresó su satisfacción con la película.
El primer papel de Knightley de la década fue el de la activista feminista Sally Alexander en Misbehavior (2020), una película sobre la coronación de la primera concursante negra en el concurso Miss Mundo de 1970. La película analiza los matices de la interseccionalidad en la segunda ola del feminismo; Knightley se sintió atraído por los aspectos políticos del proyecto. Misbehaviour fue recibido positivamente, con Guy Lodge de Variety llamando a Knightly «agradable como siempre», pero admitió que ella interpreta a «la figura menos intrigante». Knightley iba a producir y protagonizar The Essex Serpent, una adaptación de Apple TV+ de la novela de Sarah Perry, pero se retiró por preocupaciones sobre el acceso al cuidado infantil durante el período de cierre de la pandemia de COVID-19. Protagonizó la comedia navideña del 2021 Silent Night. Knightley expresó el papel principal en la película animada dramática Charlotte, una historia real sobre un joven artista durante el Holocausto.
En 2023 interpretó a la reportera Loretta McLaughlin en la película dramática El estrangulador de Boston basada en la infame historia real de los asesinatos de Boston Strangler, escrita y dirigida por Matt Ruskin.

#### Próximos proyectos
Knightley protagonizará una adaptación de la novela de ciencia ficción de Ann Leckie Ancillary Justice.

## Imagen pública

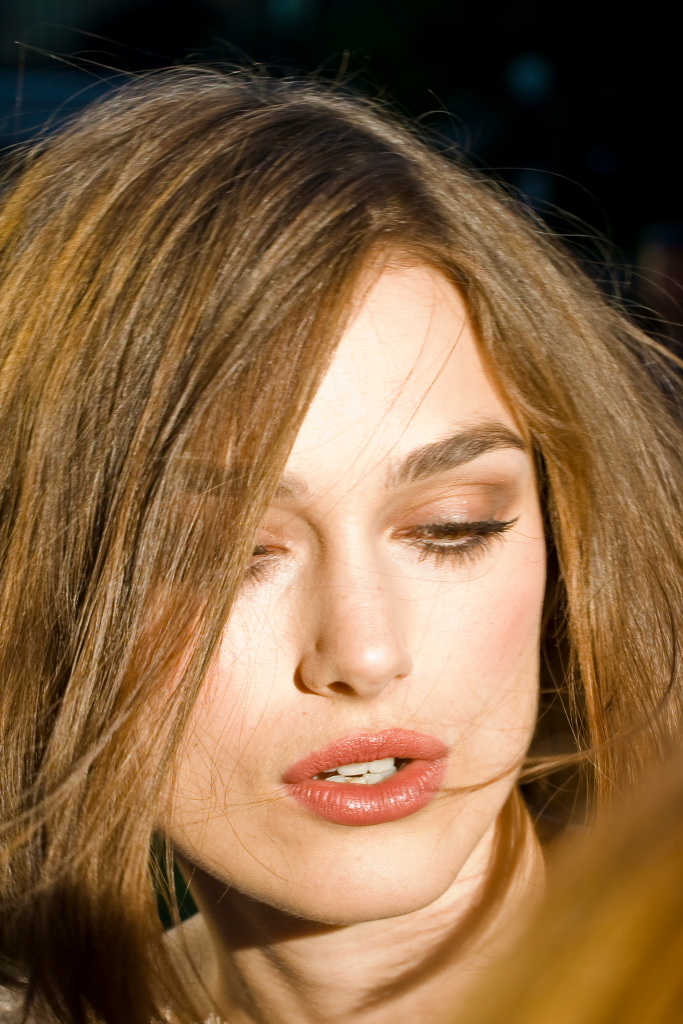
Knightley en el Festival Internacional de Cine de Toronto en 2011.

Fuera de la pantalla, Geoffrey Macnab de The Independent describe a Knightley como «sensata y autocrítica» y Elizabeth Day de Harper's Bazaar dice sobre la personalidad de Knightley: «Ella es extremadamente agradable, dice más palabrotas de las que piensas y, sí, [...] hermosa sin esfuerzo». Escribiendo para The New York Times, Jesse McKinley declaró que Knightley es «conocida por su habilidad para brillar y encantar en varios acentos», mientras que su coprotagonista de Thérèse Raquin, Judith Light, elogió su «comportamiento realista, inteligencia y sentido del humor».
Knightley ha sido descrita como «famosamente abierta con los medios», aunque ha afirmado lo contrario. Durante la década de 2000, Knightley enfrentó una «cantidad extraordinaria de vitriolo» por parte de la prensa. The Guardian escribió que «si no es demasiado bonita para ser digna de su éxito, es demasiado elegante, demasiado delgada. Si hay una razón más válida por la que [...] a menudo luchan por articularla». A pesar de múltiples películas exitosas y nominaciones a premios, la crítica la afectó y Knightley sintió que «no conocía [su] oficio». El escrutinio de los medios disminuyó a medida que avanzaba su carrera y espacia sus apariciones públicas para mantener la atención en sus películas. A partir de la década de 2010, Knightley recuperó la confianza en sus habilidades y, para el lanzamiento de Colette (2018), sintió que había aprendido su oficio y ocupaba mentalmente un «buen lugar donde me siento bastante segura de lo que puedo hacer».
Knightley ha sido ampliamente reconocida por su extenso repertorio de dramas de época a lo largo de su carrera. Se identifica con «romperse con esa imagen de feminidad» y aprecia la «jaula abierta» de las películas de época para demostrarlo. La escritora Anne Helen Petersen afirma que las diversas personalidades de sus papeles históricos están unidas en la «idea más amplia» que representa Knightley: «la de las mujeres que aparentemente realizan una versión de la feminidad adecuada, todo mientras negocian en silencio o se quiebran bajo el peso de hacerlo». Ha criticado las películas ambientadas en la época, encontrando excesiva su descripción de la violencia sexual contra las mujeres. Knightley tiene fama por sus papeles característicos de «protagonista femenina fuerte» y se la ha comparado con las actrices Katharine Hepburn, Greta Garbo, Audrey Hepburn, y Nicole Kidman.
En una encuesta de la BBC de 2004, fue nombrada entre las personas más influyentes de la cultura británica. Knightley a menudo se ha atribuido al arquetipo de la «rosa inglesa». Knightley ha sido incluida varias veces en la lista de las «100 mujeres más sexys del mundo» de FHM, hizo su primera aparición en 2004 y encabezó la lista en 2006; fue incluida en todos los números posteriores hasta 2009. Formó parte de las ediciones estadounidenses de la lista de 2004 a 2006, y también ocupó el noveno lugar en la lista Maxim Hot 100 en 2006.

## Otros emprendimientos

### Abogacía y filantropía
Knightley recibió la atención de los medios por sus perspectivas sobre el feminismo, expresadas en una entrevista con Harper's Bazaar UK publicada en la edición de febrero de 2014. Explicó que las mujeres enfrentan mayores obstáculos en la industria cinematográfica en comparación con sus contrapartes masculinas y también reveló que estaba perpleja por el uso de «feminista» en un sentido despectivo. Knightley posó en topless para la portada de septiembre de 2014 de la revista Interview, con la condición de que la imagen no se alterara digitalmente, para llamar la atención sobre cómo «los cuerpos de las mujeres son un campo de batalla y la fotografía tiene parte de culpa». Para el Día Internacional de la Mujer de 2014, Knightley fue uno de los artistas signatarios de la carta de Amnistía Internacional al primer ministro británico David Cameron, en la que la organización hacía campaña por los derechos de las mujeres en Afganistán. Después del nacimiento de su primera hija, escribió un ensayo sobre el parto, titulado «El sexo débil», incluido en la colección Feminists Don't Wear Pink and Other Lies. Knightley no filma escenas de desnudos para sus películas, a menos que sea dirigida por una cineasta.
Knightley es el rostro de una campaña de Amnistía Internacional para apoyar los derechos humanos, que marca el sexagésimo aniversario de la Declaración Universal de los Derechos Humanos de las Naciones Unidas. En 2004, viajó a Etiopía junto a Richard Curtis, Sanjeev Bhaskar y Julian Metcalfe en nombre de la organización benéfica Comic Relief. Posó para fotos para WaterAid en 2005 y también para la campaña «Read» de la American Library Association (un cartel promocional de Pride & Prejudice). El vestido que usó en los Premios Óscar de 2006 fue donado a la organización benéfica Oxfam, donde recaudó 4300 libras esterlinas. En abril de 2009, Knightley apareció en un video para generar conciencia sobre el abuso doméstico titulado Cut dirigido por Women's Aid. El video generó controversia, y algunas fuentes lo calificaron de demasiado gráfico, mientras que otros grupos apoyaron el video por mostrar una descripción realista de la violencia doméstica. En noviembre de 2010, Knightley se convirtió en patrocinador de SMA Trust, una organización benéfica británica que financia la investigación médica sobre la enfermedad de la atrofia muscular espinal. En julio de 2014, Knightley viajó a Sudán del Sur en nombre de Oxfam para reunirse con refugiados de la Guerra Civil de Sudán del Sur y crear conciencia sobre el conflicto.
En mayo de 2016, Knightley firmó una carta en la que imploraba a Gran Bretaña que votara «permanecer» en el referéndum sobre la Unión Europea en el Reino Unido. La carta también fue firmada por John le Carré, Benedict Cumberbatch y Danny Boyle, entre otros. Posteriormente, apareció en un video destinado a alentar a los jóvenes a votar en el referéndum. El 12 de septiembre de 2016, Knightley, junto con Cate Blanchett, Chiwetel Ejiofor, Peter Capaldi, Douglas Booth, Neil Gaiman, Jesse Eisenberg, Juliet Stevenson, Kit Harington y Stanley Tucci, apareció en un video de la agencia de refugiados de las Naciones Unidas, ACNUR, para ayudar sensibilizar sobre la crisis mundial de refugiados. El video, titulado «What They Took With Them», tiene a los actores leyendo un poema, escrito por Jenifer Toksvig e inspirado en relatos principales de refugiados, y es parte de la campaña #WithRefugees de ACNUR, que también incluye una petición a los gobiernos para que amplíen asilo para brindar mayor albergue, integrando oportunidades de trabajo y educación. En septiembre de 2016, Knightley coorganizó A Night to Remember, parte del Green Carpet Challenge, un evento benéfico que destaca la sostenibilidad dentro de la industria de la moda.
En septiembre de 2017, Knightley negoció acciones en nombre de la organización benéfica contra la atrofia muscular espinal SMA Trust como parte del BGC Charity Day, que se creó para conmemorar a los corredores de bolsa que murieron durante los ataques del 11 de septiembre. En abril de 2020, Knightley participó en una transmisión en vivo del Día Mundial de la Salud para recaudar fondos para obras de caridad durante la pandemia de COVID-19. En junio de 2020, ella y otras celebridades diseñaron una variedad de insignias para la campaña #PinYourThanks, dedicada a agradecer a los trabajadores esenciales. Todos los beneficios se destinaron a NHS Charities Together y Volunteering Matters. En octubre de 2020, respaldó Made By Dyslexia, una campaña global para ayudar a los maestros a abordar las «fortalezas disléxicas». Ha capacitado a un cuarto de millón de maestros e inició un programa en línea. Knightley participó en un sketch titulado 2020 The Movie, en conmemoración del Día de la Nariz Roja 2021.

### Respaldos de moda
Knightley fue el rostro famoso de las marcas de artículos de lujo Asprey y Shiatzy Chen, así como de los productos para el cuidado del cabello Lux en los comerciales de televisión japoneses. En abril de 2006, fue confirmada como la nueva celebridad del perfume Coco Mademoiselle de Chanel, aunque la primera foto de la campaña no se publicó hasta mayo de 2007. Knightley ha aparecido en comerciales de televisión de Chanel dirigidos por Joe Wright desde 2007, y ha respaldado la colección Coco Crush de Chanel Fine Jewellery. En 2008, Knightley fue la estrella británica de Hollywood con mayores ingresos según la lista Forbes Celebrity 100 y fue nombrada una de los actores más rentables en 2009.

## Vida personal

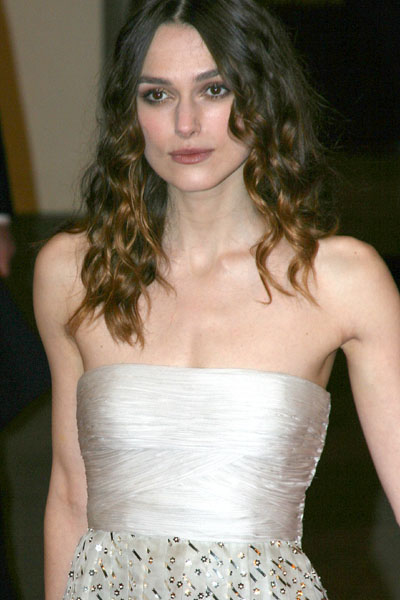
Knightley en los Premios BAFTA de 2008.

Knightley salió anteriormente con los actores Del Synnott, Jamie Dornan y Rupert Friend. Comenzó una relación con el músico James Righton en febrero de 2011. Se casaron el 4 de mayo de 2013 en Mazan, Francia. Knightley usó un vestido bustier de tul gris hasta la rodilla de Chanel para la ceremonia, con accesorios diseñados por Karl Lagerfeld. La pareja tuvo una segunda ceremonia de boda para amigos cercanos, durante la cual Knightley usó un vestido de encaje de Valentino con bordado floral rosa. Tienen dos hijas juntos, nacidas en 2015 y 2019. La familia reside en Canonbury, Islington, Londres. Knightley aboga por la igualdad de licencia por paternidad y ha hablado sobre el costo del cuidado de los niños en Inglaterra. Ella comentó en 2016 sobre «la suerte que he tenido de poder pagar un cuidado de niños realmente bueno, de lo contrario, me faltarían al menos cuatro años de carrera». No tiene perfiles en las redes sociales en un esfuerzo para preservar la privacidad de su familia.
En 2007, Knightley ganó un caso por difamación contra el tabloide británico Daily Mail después de que afirmara falsamente que tenía un trastorno alimentario. Se le concedieron 3.000 libras esterlinas en daños; ella agregó a la suma y donó £6,000 a Beat, una organización benéfica para personas con enfermedades mentales y trastornos alimentarios. En febrero de 2010, un hombre de 41 años fue acusado de acoso después de intentar contactar a Knightley en varias ocasiones frente al Comedy Theatre de Londres, donde actuó en la obra El misántropo. El juicio posterior fracasó después de que ella no estuvo disponible para testificar ante el tribunal. Otro hombre fue sentenciado a ocho semanas de prisión luego de acosar a Knightley fuera de su casa y acecharla en diciembre de 2016.
Knightley se tomó un descanso del trabajo en 2006, sugiriendo que quería tomarse un tiempo libre actuando para viajar y concentrarse en su vida personal. En 2018, Knightley reveló que tuvo un colapso mental a los 22 años y luego le diagnosticaron trastorno de estrés postraumático (TEPT), ya que luchó por adaptarse a su repentino ascenso al estrellato. Ella contó cómo no salió de su casa durante tres meses hasta principios de 2008, y necesitaba hipnoterapia para prevenir ataques de pánico para poder asistir a los Premios BAFTA de ese año, donde fue nominada por su actuación en Atonement.

## Filmografía
| Año  | Título                                                 | Rol                                | Ref.    |
| ---- | ------------------------------------------------------ | ---------------------------------- | ------- |
| 1995 | Innocent Lies                                          | Celia (joven)                      |         |
| 1999 | Star Wars: Episodio I - La amenaza fantasma            | Sabé                               | [ 227 ] |
| 2001 | The Hole                                               | Frankie Smith                      |         |
| 2002 | Thunderpants                                           | Estudiante de la escuela de música |         |
| 2002 | Pure                                                   | Louise                             |         |
| 2002 | Bend It Like Beckham                                   | Jules Paxton                       |         |
| 2003 | Pirates of the Caribbean: The Curse of the Black Pearl | Elizabeth Swann                    |         |
| 2003 | Love Actually                                          | Juliet                             |         |
| 2004 | El rey Arturo                                          | Ginebra                            |         |
| 2005 | The Jacket                                             | Jackie Price                       |         |
| 2005 | Domino                                                 | Domino Harvey                      |         |
| 2005 | Orgullo y prejuicio                                    | Elizabeth Bennet                   |         |
| 2006 | Pirates of the Caribbean: Dead Man's Chest             | Elizabeth Swann                    |         |
| 2007 | Piratas del Caribe: En el fin del mundo                | Elizabeth Swann                    |         |
| 2007 | Atonement                                              | Cecilia Tallis                     |         |
| 2007 | Silk                                                   | Hélène Joncour                     |         |
| 2008 | The Edge of Love                                       | Vera Phillips                      |         |
| 2008 | La duquesa                                             | Georgiana Cavendish                |         |
| 2010 | Nunca me abandones                                     | Ruth C                             |         |
| 2010 | Last Night                                             | Joanna Reed                        |         |
| 2010 | London Boulevard                                       | Charlotte                          |         |
| 2011 | Un método peligroso                                    | Sabina Spielrein                   |         |
| 2012 | Buscando un amigo para el fin del mundo                | Penelope Lockhart                  |         |
| 2012 | Anna Karenina                                          | Anna Karenina                      |         |
| 2013 | Begin Again                                            | Gretta James                       |         |
| 2014 | Jack Ryan: Shadow Recruit                              | Cathy Muller                       |         |
| 2014 | Laggies                                                | Megan Burch                        |         |
| 2014 | The Imitation Game                                     | Joan Clarke                        |         |
| 2015 | Everest                                                | Jan Hall                           |         |
| 2016 | Collateral Beauty                                      | Amy Moore / «Love»                 |         |
| 2017 | Piratas del Caribe: La venganza de Salazar             | Elizabeth Swann-Turner             | [ 228 ] |
| 2018 | Colette                                                | Gabrielle Colette                  | [ 229 ] |
| 2018 | El Cascanueces y los cuatro reinos                     | El Hada de Azúcar                  | [ 230 ] |
| 2019 | Official Secrets                                       | Katharine Gun                      | [ 231 ] |
| 2019 | The Aftermath                                          | Rachael Morgan                     | [ 232 ] |
| 2019 | Greed                                                  | Ella misma                         | [ 233 ] |
| 2020 | Misbehaviour                                           | Sally Alexander                    | [ 234 ] |
| 2021 | Charlotte                                              | Charlotte Salomon (voz)            | [ 235 ] |
| 2021 | Silent Night                                           | Nell                               | [ 236 ] |
| 2023 | El estrangulador de Boston                             | Loretta McLaughlin                 | [ 237 ] |

### Televisión
| Año  | Título                                                   | Papel                 | Notas                         | Ref.    |
| ---- | -------------------------------------------------------- | --------------------- | ----------------------------- | ------- |
| 1993 | Screen One                                               | Niñita                | Episodio: «Royal Celebration» |         |
| 1995 | A Village Affair                                         | Natasha Jordan        | Película de televisión        |         |
| 1995 | The Bill                                                 | Sheena Rose           | Episodio: «Swan Song»         |         |
| 1996 | The Treasure Seekers                                     | La Princesa           | Película de televisión        |         |
| 1998 | Coming Home                                              | Judith Dunbar (joven) | Película de televisión        |         |
| 1999 | Oliver Twist                                             | Rose Fleming          | Miniserie                     |         |
| 2001 | Princess of Thieves                                      | Gwyn                  | Película de televisión        |         |
| 2002 | Doctor Zhivago                                           | Lara Antipova         | Miniserie                     |         |
| 2007 | Robbie the Reindeer in Close Encounters of the Herd Kind | Em (voz)              | Cortometraje de televisión    |         |
| 2011 | Neverland                                                | Tinker Bell (voz)     | Miniserie                     | [ 238 ] |
| 2017 | Red Nose Day Actually                                    | Juliet                | Cortometraje de televisión    | [ 239 ] |
| 2024 | Black Doves                                              | Helen Webb            | Protagonista; 6 episodios     | [ 240 ] |

### Teatro
| Año         | Producción          | Papel               | Dramaturgo      | Ref.            |
| ----------- | ------------------- | ------------------- | --------------- | --------------- |
| 2009 – 2010 | The Misanthrope     | Jennifer (Célimène) | Molière         | [ 241 ]         |
| 2011        | The Children's Hour | Karen Wright        | Lillian Hellman | [ 242 ]         |
| 2015        | Thérèse Raquin      | Thérèse Raquin      | Helen Edmundson | [ 243 ] [ 244 ] |

## Premios y distinciones
Premios Óscar
| Año  | Categoría               | Película            | Resultado |
| ---- | ----------------------- | ------------------- | --------- |
| 2006 | Mejor actriz            | Orgullo y prejuicio | Nominada  |
| 2015 | Mejor actriz de reparto | The Imitation Game  | Nominada  |

Premios BAFTA
| Año  | Categoría               | Película           | Resultado |
| ---- | ----------------------- | ------------------ | --------- |
| 2008 | Mejor actriz            | Atonement          | Nominada  |
| 2015 | Mejor actriz de reparto | The Imitation Game | Nominada  |

Premios Globo de Oro
| Año  | Categoría                        | Película            | Resultado |
| ---- | -------------------------------- | ------------------- | --------- |
| 2006 | Mejor actriz - Comedia o musical | Orgullo y prejuicio | Nominada  |
| 2008 | Mejor actriz - Drama             | Atonement           | Nominada  |
| 2015 | Mejor actriz de reparto          | The Imitation Game  | Nominada  |

Premios del Sindicato de Actores
| Año  | Categoría               | Película           | Resultado |
| ---- | ----------------------- | ------------------ | --------- |
| 2015 | Mejor reparto           | The Imitation Game | Nominada  |
| 2015 | Mejor actriz de reparto | The Imitation Game | Nominada  |